# Fernando Sebastián Aguilar
Fernando Sebastián Aguilar, C.M.F. (Calatayud, 14 de dezembro de 1929 - Málaga, 24 de janeiro de 2019)  foi um cardeal espanhol, arcebispo-emérito de Pamplona e Tudela.

## Biografia

### Formação
Entrou na Congregação dos Missionários Filhos do Imaculado Coração de Maria em Vic, em 1945; professou votos em 8 de setembro de 1946. Estudou filosofia e teologia nos seminários claretianos de Solsona e Valls, respectivamente. Após a ordenação, foi enviado a Roma para se especializar em teologia; em 1956, foi para a Bélgica para estudar na Universidade Católica de Louvain, onde fez cursos de filosofia contemporânea, teologia fundamental e pastoral dos sacramentos. Em 1957, obteve doutorado em teologia na Pontifício Athenaeum de S. Tommaso d'Aquino (Angelicum), em Roma, com as notas mais altas e uma tese sobre a Maternidade Divina de Maria Santíssima intitulada Maternitatis divinae diversa ratio apud Didacum Alvarez et Franciscum Suarez.

### Sacerdócio
Foi ordenado padre em 28 de junho de 1953, pelo Cardeal Benjamín Arriba y Castro, arcebispo de Tarragona. Realizou estudos adicionais em Roma e Louvain. Foi professor de teologia nos seminários claretianos de Valls, Salamanca e Roma.
Em 1967, tornou-se professor de teologia na Pontifícia Universidade de Salamanca e em 1970, foi nomeado decano da Faculdade de Teologia; em setembro de 1971, foi eleito magnífico reitor da universidade por quatro anos, sendo reeleito quase por unanimidade pelo Claustro da Universidade por mais quatro anos, concluindo o mandato em 17 de julho de 1979.

### Episcopado
Eleito bispo de León em 22 de agosto de 1979, foi consagrado em 29 de setembro de 1979, na catedral da Assunção, em León, pelo Cardeal Vicente Enrique y Tarancón, arcebispo de Madri, assistido por Gabino Díaz Merchán, arcebispo de Oviedo, e por José Delicado Baeza, arcebispo de Valladolid. Renunciou ao governo pastoral da Sé de León em 28 de julho de 1983.
Foi nomeado Secretário da Conferência Episcopal Espanhola, entre os anos de 1982 a 1988. Promovido a arcebispo-coadjutor de Granada em 8 de abril de 1988. Foi eleito vice-presidente da Conferência Episcopal Espanhola, nos mandatos de 1993 a 1999 e 2002 a 2005. Transferido para a sé metropolitana de Pamplona e bispo de Tudela em 26 de março de 1993.
Recebeu o pálio do Papa João Paulo II em 29 de junho de 1993, na Basílica de São Pedro. Foi também administrador apostólico de Calahorra y La Calzada - Logroño, de 15 de setembro de 2003 a 29 de maio de 2004. Renunciou ao governo da Sé metropolitana de Pamplona em 31 de julho de 2007.
Em 15 de maio de 2008, a Congregação para os Institutos de Vida Consagrada e as Sociedades de Vida Apostólica o nomeou comissário pontifício para a União Lumen Dei, com faculdades de presidente geral.

### Cardinalato
Em 12 de janeiro de 2014, foi anunciada a nomeação de Dom Fernando Aguilar como cardeal emérito, investidura que foi efetivada em 22 de fevereiro de 2014, no primeiro consistório ordinário do Papa Francisco. 
Foi-lhe atribuído o título de Cardeal-presbítero de Santa Ângela Mérici.